# محمد كامارا (لاعب كرة قدم مواليد 1982)
محمد كامارا هو لاعب كرة قدم غيني، ولد في 24 أغسطس 1982.